# Равен
Равен (мкд. Равен) је насељено место у Северној Македонији, у северозападном делу државе. Равен припада општини Гостивар.

## Географски положај
Насеље Равен је смештено у северозападном делу Северне Македоније. Од најближег већег града, Гостивара, насеље је удаљено 5 km југозападно.
Равен се налази у горњем делу историјске области Полог. Насеље је положено на југозападном ободу Полошког поља, на месту где се из поља издиже планина Враца, јужни наставак Шар-планине. Близу насеља се налази извор Вардара, који је веома јак, у облику врела. Надморска висина насеља је приближно 590 метара.
Клима у насељу је умерено континентална.

## Историја
Почетком 20. века Равен је било насељено муслиманским Албанцима.

## Становништво
По попису становништва из 2002. године Равен је имао 1.615 становника.
Претежно становништво у насељу су Албанци (99%). 
Већинска вероисповест у насељу је ислам. 